# Máscara de RCP
Una máscara de RCP (también llamada máscara de bolsillo) es un dispositivo que se utiliza para administrar respiraciones de rescate de manera segura durante un paro cardíaco o un paro respiratorio. El término específico «Pocket Mask» (de ahí su nombre «máscara de bolsillo») es el nombre comercial del producto fabricado por Laerdal Medical AS. No debe confundirse con una mascarilla con válvula de bolsa (BVM).

## Objetivo
Una máscara de bolsillo es un pequeño dispositivo portátil que se utiliza en el entorno prehospitalario para proporcionar ventilación adecuada a un paciente que sufre insuficiencia respiratoria o paro cardíaco. La mascarilla de bolsillo está diseñada para colocarse sobre la cara del paciente, creando así un sello que encierra tanto la boca como la nariz. Luego, alguien con conocimientos de primeros auxilios administra aire al paciente. El personal de emergencia exhala a través de una válvula de filtro unidireccional, proporcionando una ventilación adecuada al paciente. El personal de emergencia es capaz de administrar hasta un 16 % de oxígeno con su respiración.
Las máscaras de bolsillo modernas tienen una válvula unidireccional incorporada o un filtro desechable acoplable para proteger al personal de emergencia de sustancias corporales potencialmente infecciosas del paciente, como vómito o sangre.
Muchas mascarillas también tienen un tubo de entrada de oxígeno incorporado, que permite la administración de entre un 50 y un 60 % de oxígeno. Sin estar conectado a una línea externa, el aire exhalado del proveedor aún puede proporcionar suficiente oxígeno para vivir, hasta un 16 %. La atmósfera de la Tierra se compone aproximadamente de un 21 % de oxígeno.

## Uso
Aunque una máscara de bolsillo no es tan eficiente como una máscara de bolsa con válvula, tiene sus ventajas cuando solo hay un socorrista disponible. Como sugiere su nombre, esta máscara tiene como beneficio la comodidad de portarla de forma más sencilla en comparación con la máscara de válvula de bolsa. Además, a diferencia de la máscara con válvula de bolsa, que requiere dos manos para operar (una para formar un sello y la otra para apretar la bolsa), la máscara de bolsillo permite que ambas manos del socorrista estén sobre la cabeza del paciente. Esta colocación de la mano proporciona un sellado superior en la cara del paciente y permite al socorrista realizar un empuje mandibular en pacientes que puedan tener una lesión en la columna.